# 台灣佛教四大名山
台灣四大名山，或稱台灣佛教四大名山、台灣佛教四大本山，可指台灣佛教的傳統四大道場；此稱號也可指現今的四大教團，其中三者最後皆有「山」字。

## 傳統四大名山
興起於台灣日治時期的傳統四大名山，皆屬於禪門，亦稱「四大法脈」或「四大法派」。
- 月眉山派，基隆月眉山靈泉禪寺，派祖是善慧法師。（曹洞宗）
- 觀音山派，台北觀音山凌雲禪寺，派祖是本圓法師。（臨濟宗）
- 法雲寺派，苗栗大湖法雲寺，派祖是覺力禪師。（曹洞宗）
- 大崗山派，高雄大崗山超峰寺，派祖是義敏法師和永定法師。（臨濟宗）

## 當代四大名山
戰後台灣隨著外省族群的移入、以及社會的發展，逐漸形成了當代四大名山，又合稱為「四大教團」。四大教團的成立恰好分布於台灣北、中、南、東，影響括其全台各角落，成為最具影響力的四大佛教組織。其信徒約占全台一半的人口。
四大教團除慈濟外，都屬禪宗。其中佛光山、中台山為臨濟宗；法鼓山同時繼承臨濟宗與曹洞宗。慈濟創辦人釋證嚴開創的慈濟宗以慈善救濟、社會服務為主，是在人群中鍛鍊心性和傳揚佛法當作菩薩道修行。
- 慈濟，1966年於花蓮縣新城鄉創立，開山住持為釋證嚴。（慈濟宗）
- 佛光山，1967年於高雄市大樹區創立，開山住持為釋星雲。（臨濟宗）
- 法鼓山，1989年於新北市金山區創立，開山住持為釋聖嚴。（法鼓宗）
- 中台山，2001年於南投縣埔里鎮創立，開山住持為釋惟覺。（臨濟宗）

明清时期以後，漢傳佛教不再著重佛教各宗派之間的獨異，而更強調諸宗之間的融合，如主張「性相融會」、「禪淨一致」。宗派原本是在劃分彼此宗義、作風的不同，不過現代漢傳佛教基本上都接受古代漢傳佛教義學各宗的教典、禪宗語錄及公案、念佛求生淨土、奉行拜懺誦經持咒等儀軌及打坐靜修，因此標出宗門更像是在強調自身著重的特色、偏重的法門、傳承法脈的依據，未必是真有什麼宗義或思想上的歧異。而在人間佛教的理念流行起來之後，不單慈濟，其他各教團也都或多或少受到影響，其作法未必和慈濟一樣，但都強調佛教從事社會參與的重要。